# سوبریک اسید
سوبریک اسید (به انگلیسی: Suberic acid) با فرمول شیمیایی C8H14O4 یک دی کربوکسیلیک اسید با شناسه پاب‌کم 10457 است که جرم مولی آن ۱۷۴٫۲۰ گرم بر مول می‌باشد. 